# Andělika
Andělika (Angelica L.) je rod bylin z čeledi miříkovité (Apiaceae) rozšířený převážně na severní polokouli. Počet uznávaných druhů se pohybuje kolem stovky; v jiné literatuře se uvádí „více než 90 druhů“. Rod je taxonomicky komplikovaný a jeho vymezení a vnitřní členění jsou předmětem moderních fylogenetických studií.
Anděliky jsou dvouleté až vytrvalé byliny, často robustní, s přímou dutou rýhovanou lodyhou a nápadnými pochvami řapíků. Listy jsou velké, většinou 2–3× zpeřené; květenstvím je koncový nebo úžlabní složený okolík, plodem je podlouhlá až okrouhlejší dvounažka. Většina druhů roste v mírném až subarktickém pásu severní polokoule.
Kořen evropské anděliky lékařské (Angelica archangelica) má tradiční použití zejména jako karminativum a při dyspeptických obtížích. V tradiční čínské medicíně se používají jiné druhy, zejména A. dahurica a A. sinensis. Užívání má ovšem i zdravotní rizika; pro všechny anděliky jsou charakteristické silice (monoterpeny a seskviterpeny) a zejména furanokumariny (např. psoralen, bergapten, xanthotoxin), které mohou vyvolat kontaktní fotodermatitidu. Existuje také riziko záměny např. s jedovatými zástupci rodu bolehlav (Conium).